# Suivi-vers
Le suivi-vers (ou simplement suivi, ou encore suivi-à, follow-up, followup-to ou en abrégé fu2) est le fait de préciser sur quel groupe Usenet (ou  forum, ou liste de diffusion) les réponses à un message crossposté doivent être publiées. Ce groupe sera appelé dans ce qui suit : groupe de suivi.

## Suivi d'un crosspostage
Lors d'un crosspostage, même s'il est possible que les réponses au message initial soient toutes crosspostées aux mêmes groupes, cette situation est à éviter car il existe (presque) toujours des utilisateurs qui, soit ne veulent, soit ne savent, soit ne peuvent, continuer ce crosspostage. 
Si alors plusieurs utilisateurs arrêtent le crosspostage, et s'ils sont sur des groupes différents,  alors le fil de discussion éclate entre ces différents groupes, ce qui conduit à de grosses difficultés pour suivre ce fil. La bonne solution consiste à ce que l'un des crossposteurs initiaux (de préférence le premier) choisisse l'un des groupes comme groupe de suivi et le fasse savoir aux autres utilisateurs.

## Suivi de redirection
Un tel groupe de suivi peut aussi être différent de celui (ou ceux) du message initial. Cela permet de choisir un groupe plus approprié pour le fil de discussion. On parle alors parfois de redirection. Dans ce cas le posteur devra non seulement indiquer qu'il fait cette redirection vers le nouveau groupe plus approprié, mais également faire la citation complète du message ainsi redirigé (en général le message initial du fil), afin que les lecteurs du nouveau groupe soient au courant de la question posée.

## Cas de Usenet
Sur Usenet, l'indication d'un groupe de suivi sera faite par une ligne du type
Followup-To: nom_du_groupe_de_suivi
Cette ligne indiquera que les réponses suivantes au message courant devraient être faites dans le groupe de discussion indiqué après le caractère ':'. 